# كورديل شجيري
كورديل شجيري (الاسم العلمي: Cordyline fruticosa) هي نوع من النباتات يتبع جنس الكورديل من الفصيلة الهليونية.